# Hołowczyce (Ukraina)
Hołowczyce (ukr. Головчиці, Hołowczyci) – wieś na Ukrainie, w obwodzie rówieńskim, w rejonie dubieńskim. W 2001 roku liczyła 108 mieszkańców.
Prywatna wieś szlachecka, położona w województwie wołyńskim, w 1739 roku należała wraz z folwarkiem do klucza Dubno Lubomirskich.
W latach 1940-2020 miejscowość należała do rejonu młynowskiego.